# Morava (reka)
Morava (nemško March, madžarsko Morva) je 352 km dolga reka v Srednji Evropi, ki teče od izvira pod goro Králický Sněžník na Češkem proti jugu in se kot levi pritok izliva v Donavo v slovaškem kraju Devín, zahodnem predmestju Bratislave. Je tipična srednjeevropska nižinska reka, ki v svojem toku tvori obširne poplavne ravnice, zaradi rodovitnosti pa je porečje gosto naseljeno. V njem živi 3,5 milijona prebivalcev, največji mesti sta Brno in Olomuc. V spodnjem toku predstavlja Morava mejno reko med Češko in Slovaško ter nato med Slovaško in Avstrijo.

## Tok
Dolina Morave predstavlja pomemben selitveni koridor med Dunajsko kotlino in severnoevropskim nižavjem. Reka teče približno od severa proti jugu, iz gorske doline v zahodnih Karpatih proti obširnim nižavjem Dunajske kotline, ki se razprostira med Alpami in Karpati. Povprečen naklon znaša 1,8 ‰. Za spodnji tok so značilne prostrane poplavne ravnice in meandrirajoč tok, ki so ga dolvodno od češkega Litovela v prvi polovici 20. stoletja ponekod regulirali in skrajšali tok za 11 km. V srednjem toku pri Olomucu in v spodnjem toku so poplavne ravnice delno ohranjene in predstavljajo pomemben habitat vodnih organizmov. Nekateri odseki so zaščiteni.
Višek pretoka je v deževnem obdobju zgodaj spomladi, ko Morava pogosto poplavlja, v spodnjem toku pa je dodatno obdobje poplav v začetku poletja.